# Соловейчик, Владислав
Владислав Соловейчик (латыш. Vladislavs Soloveičiks; 25 мая 1999, Рига, Латвия) — латвийский футболист, полузащитник.

## Биография

### Клубная карьера
Воспитанник ЮФЦ «Сконто». За клуб провёл два матча в Кубке Латвии — 9 апреля 2016 в 1/4 финала розыгрыша 2015/16 против «Спартака» Юрмала (1:3, г) и 17 июля 2016 в 1/8 финала розыгрыша 2016/17 против «Елгавы» (0:2, д. в., д). Перед сезоном 2017 года перешёл в клуб первой лиги РТУ/Академия «Сконто».
31 августа 2017 подписал пятилетний контракт с российским клубом «Зенит» СПб. Выступал за фарм-клуб «Зенит-2» в первенстве ФНЛ — в сезоне 2017/18 провёл 14 игр, в сезоне 2018/19 — одну. Сыграл шесть матчей в молодёжном первенстве 2018/19. 1 марта 2019 отправился в аренду в клуб высшей лиги чемпионата Латвии «Валмиера Гласс», за который дебютировал 31 марта в гостевой игре 3 тура против «Риги» (1:0), выйдя на замену на 63 минуте.
Во второй половине 2020 года играл в чемпионате Латвии за «Елгаву», а затем в течение двух лет — за «Спартак» (Юрмала). Также числился в украинском клубе «Колос» (Ковалёвка) и чешском «Карловы Вары».

### Карьера в сборной
25 января 2015 года в товарищеском матче против сборной России (0:1) дебютировал в сборной Латвии до 17 лет под руководством Игоря Степанова. В октябре провёл два матча в отборочном турнире к чемпионату Европы 2016 против Польши и Испании.
Выступал за сборную Латвии до 19 лет под руководством Александра Басова. Сыграл все три матча в отборочном турнире к чемпионату Европы 2017. Участвовал в отборочном турнире к чемпионату Европы 2018. Капитан команды на Мемориале Гранаткина 2017.
В составе молодёжной сборной Дайниса Казакевича провёл два матча в отборочном турнире чемпионата Европы 2019 против Англии (1:2) и Андорры (0:0).